# Senyor Oca
Senyor Oca és un grup de música hip-hop creat el 2012 a Barcelona, liderat per l'MC Sergi Sala. A més de Sala, integren la banda: Ferran Sabanés "Deps" (veus), Albert Galeote "Gale" (DJ), Miki Grau (bateria) i "King Siva" (vents). El seu repertori de rap està influït pel Dub i el Drum'n'Bass.

## Carrera artística
L'any 2012 va publicar el videoclip de la cançó El ritme del tic tac. Comencen la seva carrera amb uns primers treballs autoeditats. El primer àlbum de la banda va ser Entre druides (2013), seguit a continuació per Aneguet lleig (2015). El 2017, Sala presenta Atomosfera, ja acompanyat per Dj Gale i Deps Music.
Aquell mateix 2017, Senyor Oca fa un salt en la seva carrera. En la 17ª edició del concurs Sona9, s'enduu el primer premi del jurat i també el premi de la votació popular, en la final celebrada el 15 de novembre a la sala Luz de Gas de Barcelona. Salvatge Cor i Ju van ser els altres finalistes de l'edició.
La victòria al concurs va comportar la gravació del seu primer àlbum d'estudi: Cant de pagès (Right Here Right Now, 2018), presentat a la sala Razzmatazz. Només un any després van publicar EGA (Guspira Records, 2019), estrenat a l'Apolo. Aquests treballs, amb un caire més madur i professional, van incorporar instruments de percussió i metalls. Defineixen el seu estil com Rap de la terra amb un missatge de crítica social en català, centrant-se en el territori però sense focalitzar-ho exclusivament en la lluita política.

## Discografia

### Autoeditats
- Entre druides (2013).[10]
- Aneguet lleig (2015).[11]
- Atomosfera (2017).[12]

### Àlbums d'estudi
- Cant de pagès (2018).[13]
- EGA (2019).[14]
- Portals (2022).[15]
- Metall (2025).[16]